# 海地宪法
海地宪法一般是指海地目前使用的宪法，该宪法以美国宪法和法国的宪法为蓝本。宪法文本于1987年3月被批准通过，但在1988年6月到1989年3月间被完全弃用，直到1994年10月才有部分生效。最近的一次海地总统选举于2006年2月依照该宪法的选举规定进行。